# Тихвинский монастырь (Гомель)
Гомельский Свято-Тихвинский монастырь ― православный женский монастырь в честь Тихвинской иконы Божией Матери. Находится в Гомеле, относится к Гомельской епархии.

## История монастыря
Монастырь основан в 1993 году при кафедральном соборе свв. Петра и Павла, хотя его история известна с 1899 года, когда он из старообрядческого мужского Успенского (основан в 1775) обращён в женский в юрисдикции Русской православной церкви. Находился тогда монастырь в деревне Чёнки неподалёку от Гомеля на левом берегу Сожа. Чёнкский Макариев женский монастырь жил по строгому Саровскому уставу. Известно, что в 1914 году, например, там находилось 80 монахинь с игуменьей Валерией. Жила там и возведённая позже в лик святых прп. Манефа Гомельская.
В 1929 году монастырь закрыли, в помещениях обосновался детский дом.
В 1943 году снова началась иноческая жизнь монастыря, к 1945 году там проживало 30 монахинь с игуменьей Поликсенией. В 1946 году обитель вновь закрыли, а монахинь распустили.
В 1992 году архимандрит Антоний (Кузнецов) и оставшиеся в живых монахини Чёнкского монастыря организовали при гомельском кафедральном Петропавловском соборе общину, решение Синода Белорусского Экзархата от 1 апреля 1993 года преобразованную в монастырь с настоятельницей игуменьей Неониллой (Ярешко). Сёстры поселились в здании Гомельского епархиального управления.
В сентябре 1993 года власти выделили для размещения монастыря двухэтажное здание, где в первом этаже была освящена церковь во имя св. Матроны Московской.
В 2006 году в монастыре проживали игуменья Вера (Афонькина) 4 схимонахини, 7 монахинь, 6 инокинь и 5 послушниц.
Сёстры несут клиросное послушание, преподают в воскресной школе. При монастыре есть иконописная и пошивочная мастерские.
Монастырь имеет два подворья: в селе Бобовичи с Никольской церковью и домом для сестёр и в селе Чёнки с домовой церковью, где по воскресеньям совершаются литургии, а по средам служится акафист в честь иконы Божией матери «Знамение», и храмом в честь св. Иоанна Предтечи.

## Святыни

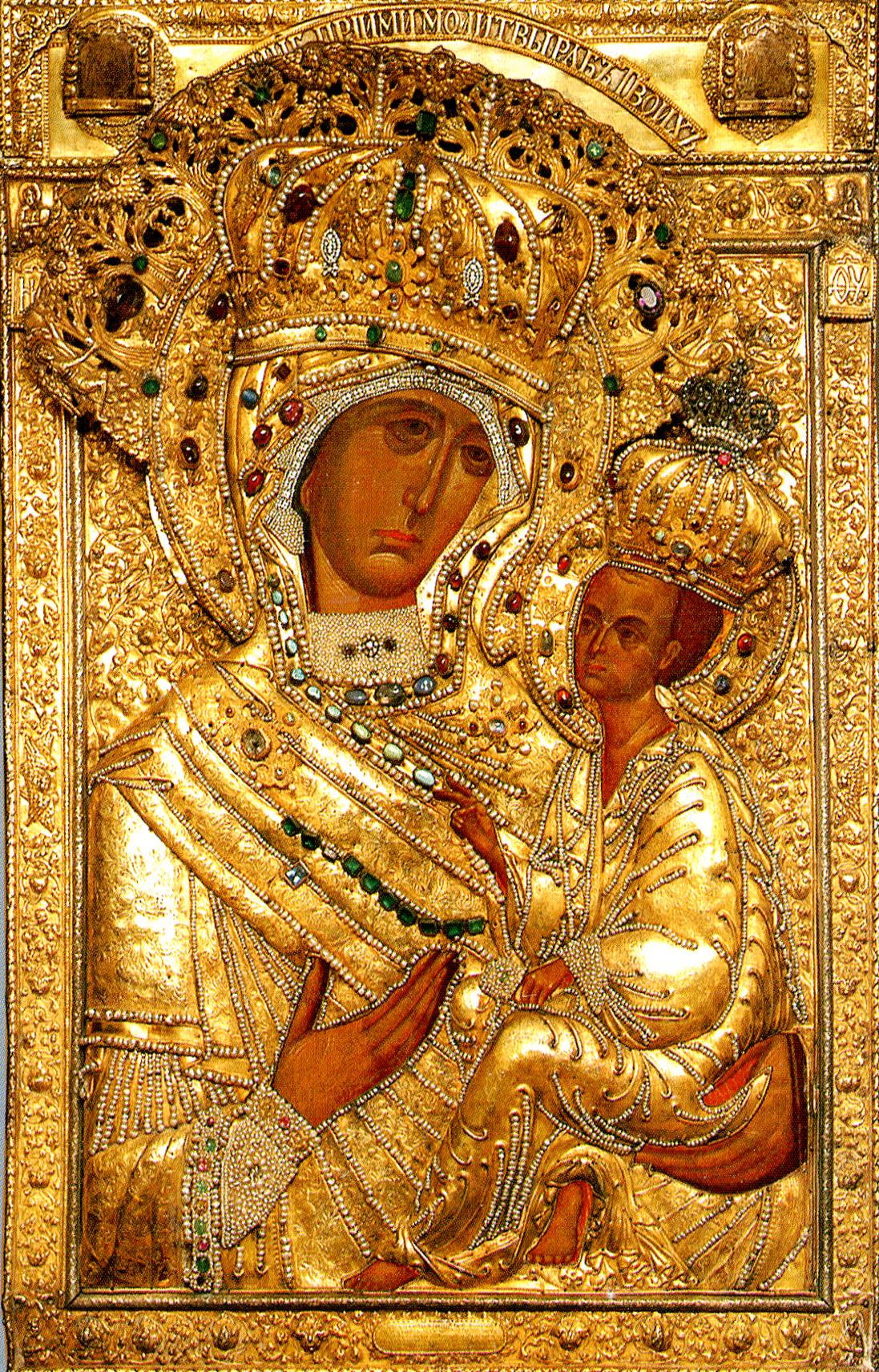
Тихвинская икона Божией матери

- Список Тихвинской иконы Божией Матери
- Список иконы Божией Матери «Знамение»
- Иконы с мощами прав. Иоанна Кормянского, прп. Евфросинии Полоцкой
- Мощи черниговских святых: святителя Феодосия, архиепископа Черниговского, преподобного Лаврентия Черниговского и святителя Филарета, архиепископа Черниговского[2].
- Святой источник в честь Казанской иконы Божией Матери, где в праздники Богоявления, Казанской иконы Божией Матери и в четверг Светлой седмицы проходит водоосвящение. У источника часовня и купальня.

Адрес: 246008, г. Гомель, ул. Котовского, 36. Тел. (+375-232) 95-20-71.